# Route nationale 762
Die Route nationale 762, kurz N 762 oder RN 762, war eine französische Nationalstraße, die von 1933 bis 1973 in zwei Abschnitten zwischen Chalonnes-sur-Loire und Gétigné verlief. Ihre Länge betrug 46,5 Kilometer.